# Скрибнер, Белдинг Хиббард
Белдинг Хиббард Скрибнер (англ. Belding Hibbard Scribner; 18 января 1921 — 19 июня 2003) — американский врач и пионер в области почечного диализа. Его вклад в развитие нефрологии, особенно в лечение хронической почечной недостаточности, оказал огромное влияние на жизнь миллионов людей по всему миру.

## Биография
Скрибнер родился в Беркли, штат Калифорния, и получил медицинскую степень в Стэнфордском университете в 1945 году. После окончания обучения он прошёл стажировку в Клинике Мейо в Рочестере, штат Миннесота. В 1951 году он приступил к работе на факультете Медицинской школы Вашингтонского Университета.
Скрибнер был женат на Этель Хакетт Скрибнер, у него было четверо детей от предыдущего брака: Питер, Роберт, Томас и Элизабет.
В 1960 году Скрибнер, совместно с коллегами Уэйном Куинтоном и Дэвидом Диллардом, изобрёл шунт Скрибнера. Это устройство позволило осуществлять регулярный диализ для пациентов с хроническими болезнями почек.
9 марта 1960 года первым пациентом, которому был имплантирован шунт, стал Клайд Шилдс, который благодаря использованию устройства прожил более 11 лет, несмотря на хроническую почечную недостаточность.
Эти события произвели настоящую революцию в медицинской практике, так как ранее гемодиализ был доступен только в условиях госпиталей и в ограниченных количествах.

### Этические проблемы и «опыт Сиэтла»
С введением шунта Скрибнера в клиническую практику возникла дилемма: кто должен получить доступ к диализу в условиях ограниченных ресурсов? Эти вопросы, затронутые в рамках так называемого «опыта Сиэтла», касались не только выбора пациентов для лечения, но и обсуждения таких тем, как прекращение лечения, паллиативная помощь и критерии для трансплантации почки. 
В 1964 году, в своей речи на встрече Американского общества искусственных внутренних органов, Скрибнер поднял эти вопросы, что стало важным моментом в истории биоэтики.

### Основание Центра искусственной почки в Сиэтле
Чтобы обеспечить регулярное лечение диализом вне исследовательской среды, Скрибнер обратился к Медицинскому обществу округа Кинг с предложением создать амбулаторный центр диализа.
Джеймс Хэвиленд, тогдашний президент Общества, поддержал его инициативу. В январе 1962 года был основан Сиэтлский центр искусственной почки, который позже был переименован в Северо-западные почечные центры.

### Премия Ласкера и последние годы
В 2002 году Скрибнер был удостоен Премии Альберта Ласкера за клинические медицинские исследования, которая была присуждена ему совместно с Виллемом Колффом, ещё одним первопроходцем в данной области.
Скрибнер пользовался каноэ для ежедневных поездок от своего плавучего дома до больницы. Умер 19 июня 2003 года. Его тело было найдено в воде возле плавучего дома, где, по всей видимости, он утонул после того, как потерял равновесие.